# فرودگاه شهری گارنت
فرودگاه شهری گارنت (به انگلیسی: Garnett Municipal Airport) یک فرودگاه همگانی بهره‌برداری هوایی است که یک باند فرود آسفالت دارد و طول باند آن ۸۱۱ متر است. این فرودگاه در کشور ایالات متحده آمریکا قرار دارد و در ارتفاع ۳۰۱ متری از سطح دریا واقع شده‌است.